# Simon Preston
Simon John Preston (4. srpna 1938, Bournemouth – 13. května 2022) byl britský varhaník, sbormistr, dirigent a hudební skladatel.

## Život
Simon Preston se narodil 4. srpna 1938 v Bournemouth na jihu Anglie. Zpíval ve sboru King's College v Cambridgi a studoval hru na varhany u Hughe McCleana. Ve studiu pokračoval u C. H. Trevora na Royal Academy of Music v Londýně. Později se mu podařilo získat stipendium a vrátil se do King's College. Kromě Trevora byl jeho učitelem i známý varhaník Sir David Willcocks.
První Prestonovou nahrávkou byly skladby anglického renesančního skladatele Orlanda Gibbonse. V roce 1962 se stal druhým varhaníkem Westminsterského opatství. Westminsterské opatství opustil v roce 1967 a poté se věnoval koncertní činnosti. Vystupoval v Evropě i ve Spojených státech. V roce 1970 se stal varhaníkem a učitelem hudby v koleji Christ Church v Oxfordu. S kolejním sborem vytvořil řadu vynikajících nahrávek a získal řadu ocenění.
V roce 1981 byl Preston jmenován varhaníkem a sbormistrem Westminsterského opatství. Pod jeho vedením vznikly vysoce oceňované nahrávky děl Georga Friedricha Händela, Palestriny a Gregoria Allegriho pro Deutsche Grammophon (DGG). Ve slavné Royal Festival Hall hrál v roce 1982 varhanní part v Glagolské mši Leoše Janáčka. Řídil hudbu pro královskou svatbu v roce 1981 a zkomponoval hudbu k postavě Antonia Salieriho ve Formanově filmu Amadeus.
Na post ve Westminsterském opatství rezignoval v roce 1987, ale v aktivní činnosti varhaníka a dirigenta pokračoval i poté. Byl jmenován komandérem (OBE) i důstojníkem (CBE) Řádu britského impéria.

## Dílo
Komponoval převážně skladby pro varhany, z nichž nejznámější je patrně Aleluja napsané ve stylu Oliviera Messiaena. Pro Edingtonský hudební festival zkomponoval v roce 1965 Žalm 119, verše 73–104, v roce 1966 Pět hymnů, v roce 1967 mši Missa Brevis a v roce 1968 Magnificat a Nunc Dimittis.